# Georgius de Septemcastris
Georgius de Septemcastris, cunoscut și ca Rumeser Student, Georg von Ungarn, Georg Captivus Septemcastrensis, Georg Mühlbacher, (n. 1422, Romos, Hunedoara – d. 1502, Roma) a fost un călugăr dominican deportat de tânăr din Sebeș în Turcia, unde a trăit ca sclav între 1438-1458. 
După peregrinările sale în Imperiul Otoman s-a stabilit la Roma, unde a redactat lucrarea Tractatus de moribus, condictionibus et nequicia Turcorum, publicată în 1481. Lucrarea a fost tradusă în limba germană, reeditată în 1530 de Martin Luther la Wittenberg și publicată în limba română în 2017.